# BWF Future Series 2011
Die BWF Future Series 2011 war die fünfte Auflage der BWF Future Series im Badminton.

## Turniere und Sieger
| Veranstaltung | Herreneinzel         | Dameneinzel                 | Herrendoppel                            | Damendoppel                           | Mixed                                  |
| ------------- | -------------------- | --------------------------- | --------------------------------------- | ------------------------------------- | -------------------------------------- |
| Kuba          | Arief Gifar Ramadhan | Putri Muthia Restu Pangersa | Berry Angriawan Christopher Rusdianto   | Dwi Agustiawati Ayu Rahmasari         | Christopher Rusdianto Dwi Agustiawati  |
| Fidschi       | Wesley Caulkett      | Andra Whiteside             | Wesley Caulkett Raymond Tam             | Cécile Kaddour Johanna Kou            | Brent Munday Ashleigh Karl             |
| Manukau       | Yogendran Krishnan   | Karyn Velez                 | Daniel Shirley Andrew Smith             | Doriana Rivera Madeleine Stapleton    | Daniel Shirley Gabby Aves              |
| Namibia       | Ali Shahhosseini     | Victoria Na                 | Dorian James Willem Viljoen             | Michelle Butler-Emmett Stacey Doubell | Abdelrahman Kashkal Hadia Hosny        |
| Carebaco      | Howard Shu           | Lohaynny Vicente            | Virgil Soeroredjo Mitchel Wongsodikromo | Lohaynny Vicente Luana Vicente        | Mitchel Wongsodikromo Crystal Leefmans |
| Simbabwe      | Ali Shahhosseini     | Claudia Mayer               | Moses Chipurura Lawrence Mdege          | Audrey Matsanura Olga Matsaruna       | Luke Chong Victoria Na                 |
| Kolumbien     | Andrés Corpancho     | Barbara Matias              | Mathew Fogarty Nicholas Jinadasa        | Daneysha Santana Luz María Zornoza    | Andrés Corpancho Renata Carvalho       |
| Äthiopien     | Ali Shahhosseini     | Victoria Na                 | Ermiyas Tamarat Degefe Asnake Sahilu    | Hadia Hosny Rajae Rochdy              | Luka Zdenjak Rajae Rochdy              |